# Fanfares (Biber)
Pour les articles homonymes, voir fanfares (homonymie).
Les  Fanfares à 2 composées par Heinrich Biber, pour deux trompettes naturelles sans accompagnement, forment une suite de douze pièces brèves. Elles occupent les références C 126 à C 137 dans le catalogue de ses œuvres établi par le musicologue américain Eric Thomas Chafe.

## Présentation

### Structure
Les douze Fanfares se présentent comme des pièces en contrepoint à deux voix, souvent sans indication de mouvement :
1. Alla breve,
2. à
3. — alternant Presto et Adagio
4. à
5. à
6. à
7. à
8. — Adagio
9. à

### Instrumentation
L'œuvre, composée pour deux trompettes naturelles sans accompagnement, notées en clef de sol, est limitée à la série des harmoniques naturels de l'instrument, tel qu'il se présentait au XVIIe siècle. Les Fanfares sont ainsi en do majeur pour les dix premières pièces, en sol mineur pour les deux dernières.

### Édition moderne
- (de) Erich Schenk, Fanfares a due, Graz-Vienne, Akademische Druck-u. Verlagsanstalt, coll. « Denkmäler der Tonkunst in Österreich » (no 106-107), 1963, 158 p., p. 152-155, après les Sonatae tam aris quam aulis servientes

### Ouvrages spécialisés
- (en) Eric Thomas Chafe, The Church Music of Heinrich Biber, Ann Arbor, UMI Research Press, coll. « Studies in musicology » (no 95), 1987, 305 p. (ISBN 0835717704, OCLC 15053153)

## Discographie
- Music for Trumpet and Orchestra (C. 126, 130, 136) - Crispian Steele-Perkins, trompette ; Tafelmusik, dir. Jeanne Lemon (1994, Sony 53365)
- Sonata Pro Tabula (C. 126-133, 135-136) - Musica Antiqua Köln, Flanders Recorder Quartet, dir. Reinhard Goebel (juin 1996, Archiv 453 442-2) (OCLC 43001240)
- no 1 et no 4, en marge de la Missa Christi resurgentis — The English Concert, dir. Andrew Manze (20-23 septembre 2004, Harmonia Mundi HMU 907397)
- Imperial fanfares : nos 3 et 8 - The Art of Trumpet, Vienne, dir. Leonhard Leeb. (11 au 13 novembre 2001, Naxos) (OCLC 52924484)